# Anlagevermögen
Zum Anlagevermögen (englisch fixed assets) gehört im Rechnungswesen der auf der Aktivseite einer Bilanz ausgewiesene Teil der Vermögensgegenstände, die am Bilanzstichtag dazu bestimmt sind, dem Geschäftsbetrieb eines Unternehmens dauernd zu dienen.
Der Begriff Anlagevermögen wird nicht nur im Rechnungswesen, sondern auch in der volkswirtschaftlichen Gesamtrechnung verwendet.

## Allgemeines
Nach der Legaldefinition des § 247 Abs. 2 HGB gehören zum Anlagevermögen alle Vermögensgegenstände, die dazu bestimmt sind, dauernd dem Geschäftsbetrieb zu dienen. Es umfasst somit alle Vermögensteile, die zum Aufbau, zur Ausstattung und Funktionstüchtigkeit eines Betriebes notwendig und langfristig im Unternehmen gebunden sind und dem Betriebszweck dienen. Das Anlagevermögen wird im Gegensatz zum Umlaufvermögen nicht weiter be- oder verarbeitet und geht nicht in den Prozess der betrieblichen Leistungserstellung ein. Es gehört damit zu den betrieblichen Potentialfaktoren. Konkret gehören zum Anlagevermögen drei Untergruppen, und zwar
- Sachanlagen: betriebliche Grundstücke und grundstücksgleiche Rechte (bebaut oder unbebaut), technische Anlagen und Maschinen, technische Anlagen, Betriebs- und Geschäftsausstattung, Fahrzeuge, geleistete Anzahlungen und Anlagen im Bau;
- immaterielle Vermögensgegenstände: selbst geschaffene gewerbliche Schutzrechte und ähnliche Rechte und Werte, organisationsinterne Daten, entgeltlich erworbene Konzessionen, Lizenzen, Patente an solchen Rechten und Werten, Geschäfts- oder Firmenwert;
- Finanzanlagen: Beteiligungen, Ausleihungen an verbundene Unternehmen oder Wertpapiere des Anlagevermögens.

## Aktivierung
Zu unterscheiden ist zwischen Aktivierungsverboten, Aktivierungswahlrechten und Aktivierungspflichten. Ein Aktivierungswahlrecht besteht für selbst geschaffene immaterielle Vermögensgegenstände (§ 248 Abs. 2 Satz 1 HGB). Nicht aktiviert werden dürfen allerdings selbst geschaffene (originäre) Marken, Drucktitel, Verlagsrechte, Kundenlisten oder vergleichbare immaterielle Vermögenswerte (§ 248 Abs. 2 Satz 2 HGB). Aktivierungsverbote bestehen ferner bei Aufwendungen für die Gründung eines Unternehmens, die Beschaffung des Eigenkapitals und für den Abschluss von Versicherungsverträgen (§ 248 HGB). Aktivierungsfähigkeit ist grundsätzlich erst gegeben nach Beendigung der Forschungs- und ab Beginn der Entwicklungsphase. Charakteristikum dieses Zeitpunkts ist der Übergang „vom systematischen Suchen zum Erproben und Testen gewonnener Erkenntnisse oder Fertigkeiten“. Sofern Forschung und Entwicklung nicht verlässlich voneinander getrennt werden können, scheidet eine Aktivierung der Forschungs- und Entwicklungskosten aus (§ 255 Abs. 2a Satz 4 HGB). Während der Forschungsphase gibt es ein Aktivierungsverbot, in der Entwicklungsphase ein teilweises Aktivierungswahlrecht. Eine Aktivierungspflicht besteht für alle zeitlich begrenzt nutzbare Vermögensgegenstände, zu denen nach § 246 Abs. 1 Satz 4 HGB auch der Firmenwert gehört.
Zwecks Einheitlichkeit, Bilanzklarheit, Bilanzwahrheit und Bilanzkontinuität verlangt § 266 Abs. 2 HGB eine Unterteilung des Anlagevermögens in immaterielle Vermögensgegenstände (englisch „intangible assets“), Sachanlagen (englisch „tangible assets“) und Finanzanlagen (englisch „financial assets“). Diese Regelung entspricht internationalen Gepflogenheiten.
- Immaterielle Vermögensgegenstände,
- Sachanlagevermögen,
- Finanzanlagevermögen.

Ferner unterscheidet man zwischen abnutzbaren und nicht abnutzbarem Anlagevermögen. Zum nicht abnutzbaren Anlagevermögen gehören Grundstücke, Beteiligungen oder Wertpapiere. Bei ihm wird davon ausgegangen, dass ein Wertverlust nicht stattfindet und daher keine Abschreibung erfolgen darf. Das abnutzbare Anlagevermögen setzt sich aus Gebäuden, Maschinen oder Geschäftsausstattung zusammen und unterliegt einem Wertverlust, der durch Abschreibungen auszugleichen ist.

### Bewertung
Die Bewertung des nicht abnutzbaren Anlagevermögens erfolgt zu Anschaffungskosten. Bei Vermögensgegenständen des Anlagevermögens, deren Nutzung zeitlich begrenzt ist (etwa Gebäude), sind als Bilanzwert die fortgeführten Anschaffungs- bzw. Herstellungskosten anzusetzen. Die Summe dieser Werte wird als Bruttosachanlagevermögen bezeichnet. Der Wert muss anschließend planmäßig über die Nutzungszeit des Anlagegutes abgeschrieben werden (§ 253 Abs. 3 HGB), verringert sich also mit zunehmendem Alter des Gegenstandes (Nettosachanlagevermögen). Nach dem Niederstwertprinzip müssen temporäre Wertminderungen gegenüber dem ursprünglichen Buchwert unberücksichtigt bleiben, nur dauerhaften Wertminderungen ist durch Abschreibungen zu begegnen (§ 253 Abs. 1 und 3 HGB). Eine dauernde Wertminderung ist ein nachhaltiges – zumindest einen erheblichen Teil der Nutzungsdauer bestehendes – Absinken des aktuellen Werts unter den Buchwert. Entfällt später der Grund für die Abschreibung, so ist eine Zuschreibung im Rahmen der Wertaufholung vorzunehmen (§ 253 Abs. 5 Satz 1 HGB), aber nicht beim Firmenwert (§ 253 Abs. 5 Satz 2 HGB).
Darüber hinaus müssen außerplanmäßige Abschreibungen vorgenommen werden, wenn es zu einer voraussichtlich dauernden Wertminderung kommt. Ist die Wertminderung nur vorübergehend, besteht bei Finanzanlagen des Anlagevermögens ein Wahlrecht der Abschreibung. Gründe für außerplanmäßige Abschreibungen sind:
- Korrektur des Abschreibungsplans
- Verlustantizipation
- außerordentliche technische oder wirtschaftliche Abnutzung
- wenn eine steuerliche Abschreibung vorgenommen wurde (Einheit von Handels- und Steuerbilanz).

Die Entwicklung des Anlagevermögens muss im Jahresabschluss der Kapitalgesellschaften detailliert dargestellt werden. Die Ausgangswerte und alle Zu- und Abgänge, Umbuchungen und Ab- und Zuschreibungen der einzelnen Anlagegegenstände sind im Anlagespiegel enthalten.

### Internationale Regelungen
Homogen mit dem deutschen Recht sind die internationalen Gliederungsvorschriften sowie die Zuordnungsfragen zum Anlage- oder Umlaufvermögen. Sehr heterogen sind die internationalen Bewertungsvorschriften.

## Volkswirtschaftliche Gesamtrechnung

Anlagevermögen der Sektoren der deutschen Volkswirtschaft

Zum Anlagevermögen im Sinne der volkswirtschaftlichen Gesamtrechnung (VGR) zählen alle Vermögensgüter, die länger als ein Jahr wiederholt oder dauerhaft in der Produktion eingesetzt werden. In der VGR gehört das Anlagevermögen zusammen mit den Vorräten und Wertsachen zu den produzierten Vermögensgütern und ist Teil der Aktiva der Vermögensbilanz. Die Gegenstände, aus denen sich das Anlagevermögen bildet, werden in materielle Güter oder Sachanlagen und immaterielle Güter eingeteilt:
- Zu den Sachanlagen gehören Bauten, Straßen, Ausrüstungen sowie Nutztiere und Nutzpflanzen.
- Immaterielle Anlagegüter sind insbesondere Computerprogramme und Datenbanken, Urheberrechte und die Summe der Ausgaben für Suchbohrungen.

Finanzanlagen, aktivierte Firmenwerte und nicht produzierte Sachanlagen (wie zum Beispiel Grundstücke) gehören nicht zum Anlagevermögen im Sinne der VGR. Der Grund und Boden ist nicht in der Anlagevermögensrechnung der VGR enthalten, „weil er nicht durch Produktionstätigkeit gemehrt werden kann. Der Grund und Boden zählt zu den nichtproduzierten Vermögensgütern, deren Wert in den VGR nur in größeren Zeitabständen ermittelt wird.“
Ebenfalls nicht enthalten ist das Gebrauchsvermögen der privaten Haushalte. Militärische Gebrauchsgüter sind in das Anlagevermögen einbezogen, wenn sie auch zivil genutzt werden könnten, rein militärisch nutzbare Güter wie Waffen und gepanzerte Fahrzeuge dagegen nicht.
Das Anlagevermögen wird als Bruttoanlagevermögen oder als Nettoanlagevermögen ausgewiesen. „Bei Anwendung des Bruttokonzepts werden die Anlagen mit ihrem Neuwert ohne Berücksichtigung der Wertminderung ausgewiesen, während beim Nettokonzept die seit dem Investitionszeitpunkt aufgelaufenen Abschreibungen abgezogen sind. Das Verhältnis von Netto- zu Bruttoanlagevermögen wird als Modernitätsgrad bezeichnet. Dieses Maß drückt aus, wie viel Prozent des Vermögens noch nicht abgeschrieben sind und gibt damit Aufschluss über den Alterungsprozess des Anlagevermögens.“
Eine Bewertung zu Wiederbeschaffungspreisen bedeutet dabei den Betrag, der hätte gezahlt werden müssen, wenn das Vermögensgut im Berichtszeitpunkt angeschafft worden wäre.
In die Berechnung des Nettoanlagevermögens zu Wiederbeschaffungspreisen gehen Veränderungen ein, die verursacht werden durch
a) Erhöhung des Bestandes durch Zugänge in jeweiligen Preisen,
b) Verminderung durch die zu jeweiligen Preisen (entsprechen der Bewertung zu Wiederbeschaffungspreisen) bewerteten Abschreibungen,
c) Verminderung durch sonstige reale Vermögensänderungen bewertet zu jeweiligen Preisen und
d) Umbewertungen der Bestände aufgrund von Preisänderungen der Anlagegüter.
Statt vom Anlagevermögen wird in der Volkswirtschaftslehre auch vom Kapitalstock gesprochen.